# Вентоза-ду-Байру
Вентоза-ду-Байру (порт. Ventosa do Bairro)  —  район (фрегезия) в Португалии,  входит в округ Авейру. Является составной частью муниципалитета  Меальяда. Находится в составе крупной городской агломерации Большая Коимбра. По старому административному делению входил в провинцию Бейра-Литорал. Входит в экономико-статистический  субрегион Байшу-Воуга, который входит в Центральный регион. Население составляет 1186 человек. Занимает площадь 7,34 км².